# Lunners kommun
Lunners kommun (norska: Lunner kommune) är en kommun i landskapet Hadeland i Akershus fylke i sydöstra Norge. Kommunens centralort Roa ligger 55 kilometer norr om huvudstaden Oslo, 67 kilometer söder om staden Gjøvik och 30 kilometer väster om Gardermoens flygplats. Kommunen gränsar i norr till Grans kommun, i öster till Nannestads kommun, i söder till Nittedals och Oslo kommuner samt i väster till Ringerike och Jevnakers kommuner. 
Gjøvikbanan och Bergenbanan går genom kommunen.

## Administrativ historik
Lunners kommun bildades 1898 då den separerades från Jevnakers kommun. I samband med kommunal- och regionreformen 2020 flyttades Lunner från Oppland till Viken fylke. Den 1 januari 2024 upplöstes Viken fylke och Lunners kommun kom att tillhöra det då återupprättade fylket Akershus.

## Historik och kultur
Namnet Lunner kommer troligen från det fornnordiska ordet hlunnr, som betyder stock.
Lunner kyrka är en medeltidskyrka i sten, som byggdes ut till en korskyrka i timmer 1782 och byggdes om i slutet på 1800-talet. 
Mellan Grua och Bjørgeseter finns två minnesmärken, ett över kriget mot svenskarna 1716 och över kriget mot tyskarna 1940.

## Tätorter
I Lunners kommun finns fyra tätorter:
- Grua
- Harestua
- Lunner
- Roa (centralort)

## Socknar
Inom Norska kyrkan är Lunners kommun indelad i två socknar:
- Grua/Harestua socken
- Lunners socken

Socknarna ingår i Hadeland og Lands prosteri i Hamars stift.

## Bilder

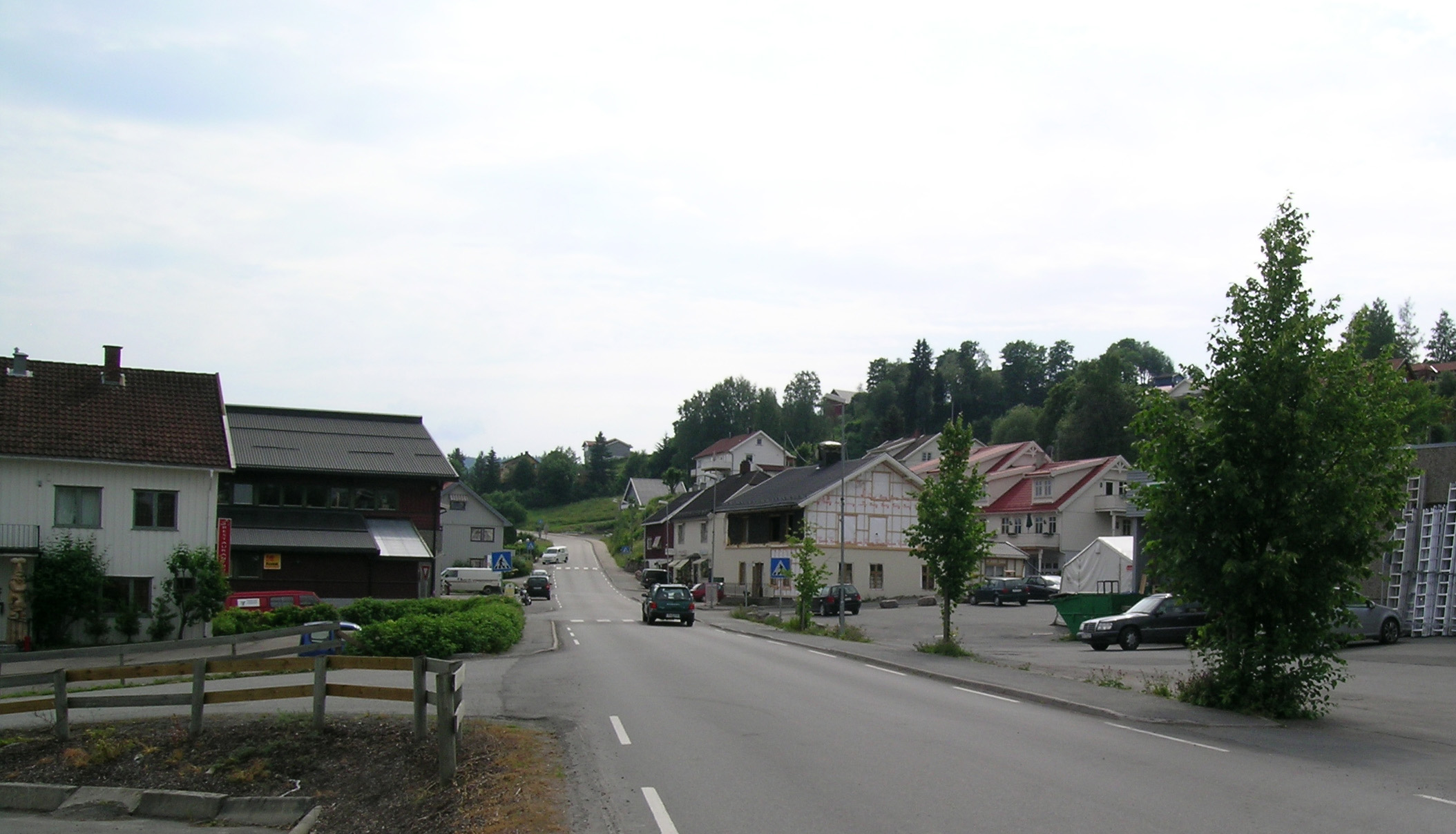
Lunner.
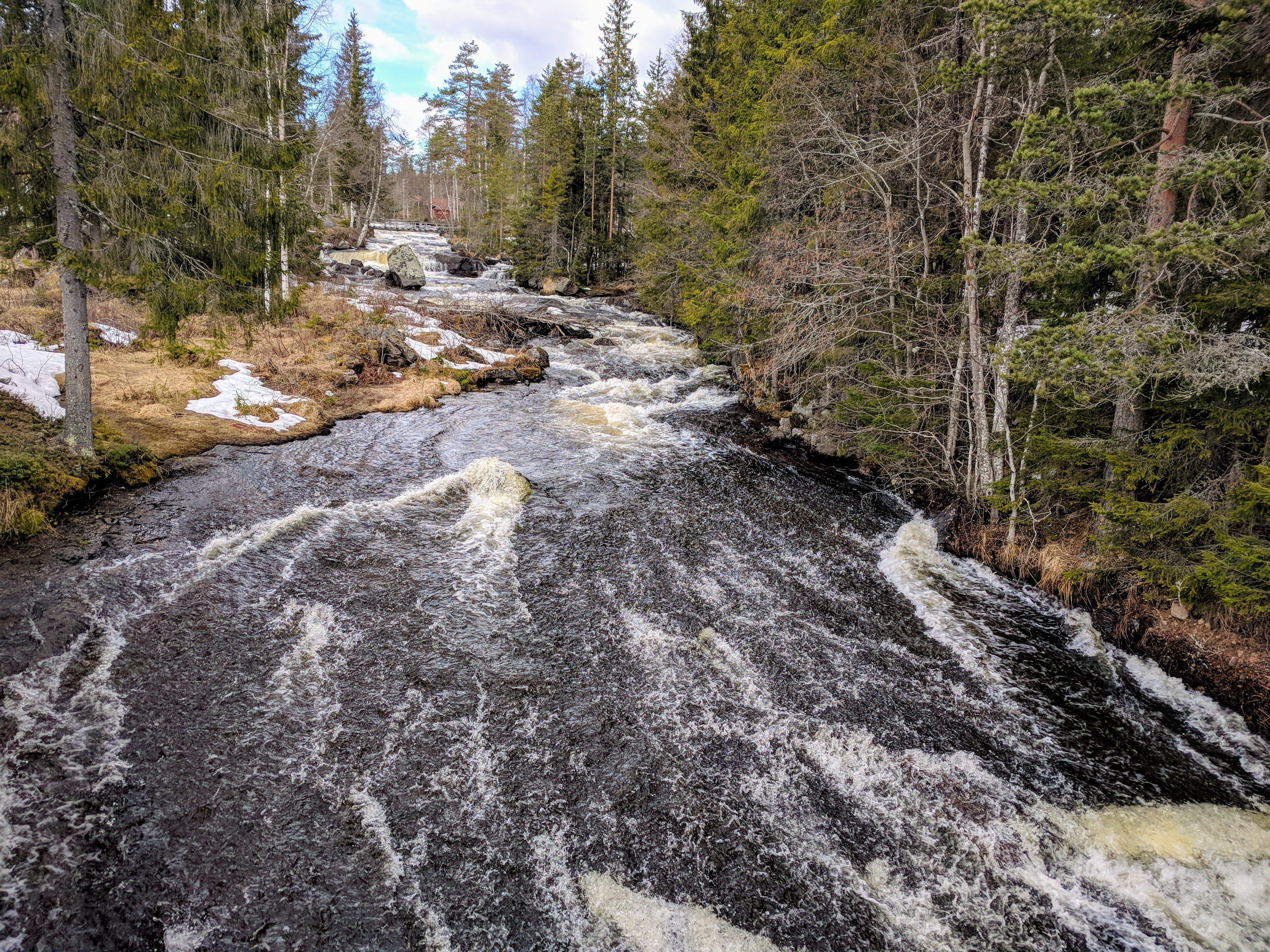
Myllselva.
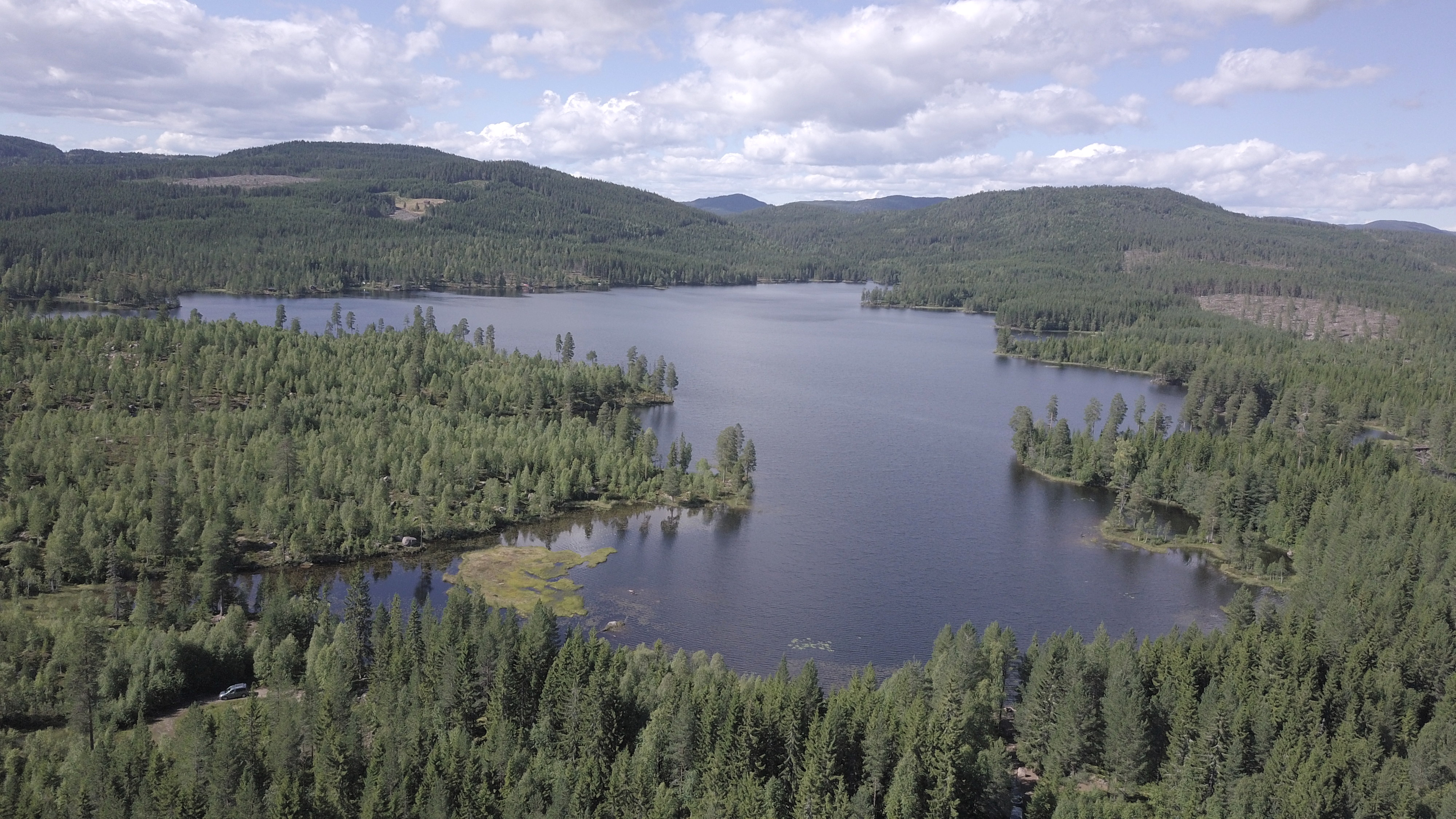
Avalsjøen.
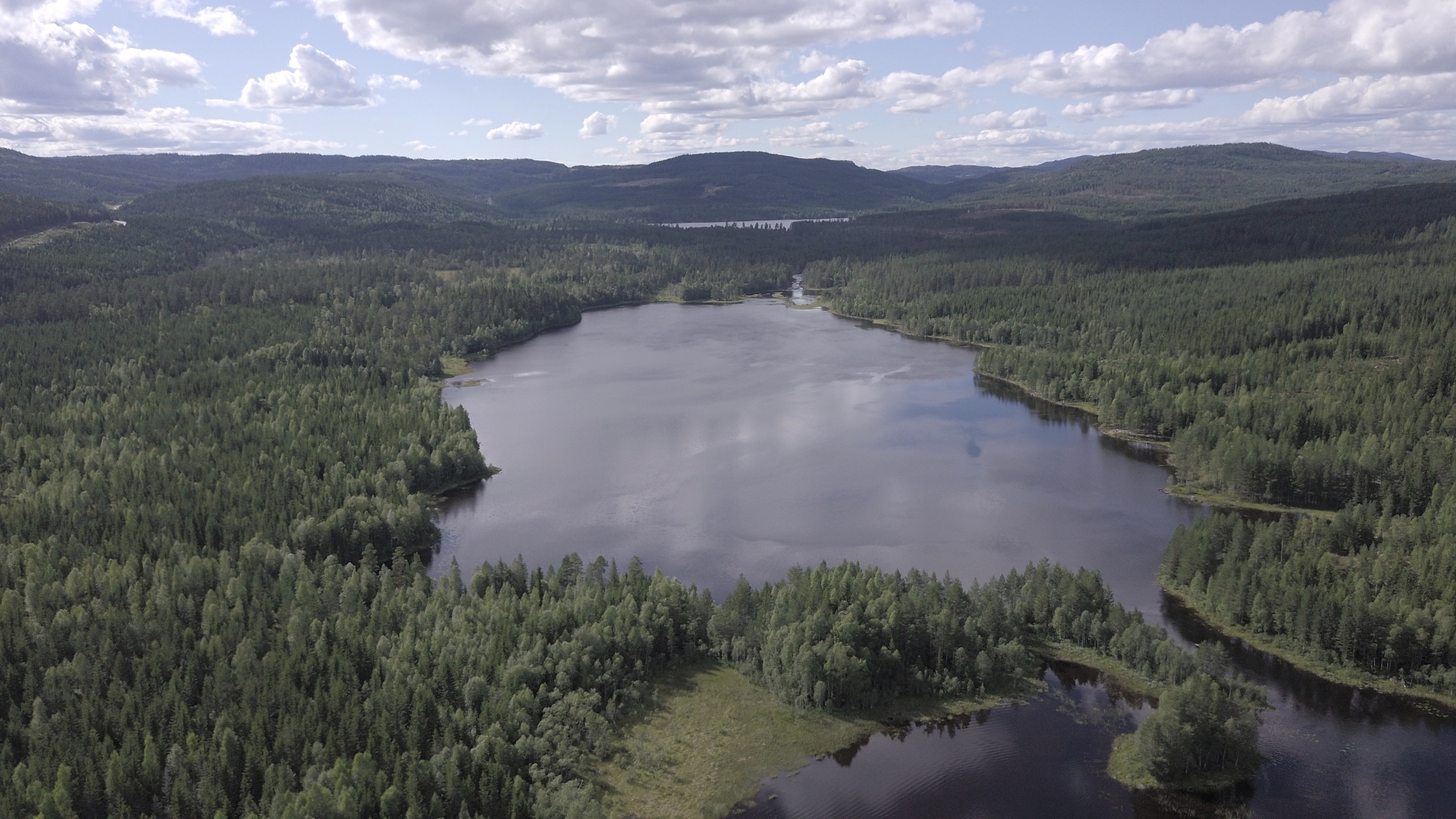
Leirsjøen.